# Point Lisas
Point Lisas ist ein Ort in Trinidad und Tobago. Gegründet wurde er als Industriegebiet mit angrenzendem Tiefseehafen; Bevölkerung siedelte sich erst später an.

## Geographie
Point Lisas liegt im westlichen Zentraltrinidad in der Region Couva-Tabaquite-Talparo. Geologisch liegt der Ort am westlichen Rand der Tiefebene Caroni Plain, etwas nördlich des Mittelgebirges Central Range, das die Insel Trinidad etwa in der Mitte von Westen nach Osten durchzieht. Point Lisas liegt am Golf von Paria, grob mittig zwischen den je ca. 20 Kilometer entfernten Städten Chaguanas im Norden und San Fernando im Süden. Im Norden des Stadtgebiets verläuft der Couva River, der Point Lisas teilweise von der Regionshauptstadt Couva abgrenzt. Im Osten trennt die Southern Main Road Point Lisas von California. Im Südosten grenzt es an den Ort Friendship, im Süden an die Stadt Claxton Bay.
Politisch gehört Point Lisas zum Wahlbezirk Couva South. Seit den Wahlen 2020 wird der Wahlbezirk im Repräsentantenhaus von Rudranath Indarsingh von der Oppositionspartei UNC vertreten.
Die kleinste administrative Einheit in Trinidad und Tobago ist die Community, vergleichbar der deutschen Ortslage. Eine Community kann im urbanen Raum nur einige Straßenzüge, im ländlichen Raum aber auch große Gebiete umfassen. Point Lisas ist unterteilt in die Communitys Point Lisas, ein reines Wohnviertel, und das Industriegebiet Point Lisas Industrial Estate.
| Community                     | Fläche (km²) | Einwohner (2000) | Einwohner (2011) |
| ----------------------------- | ------------ | ---------------- | ---------------- |
| Point Lisas                   | 0,57         | 2166             | 2840             |
| Point Lisas Industrial Estate | 0,69         | 2266             | 2520             |

## Geschichte
Der spanische Marineoffizier Cosme Damián Churruca verzeichnete in seiner 1793 veröffentlichten Landkarte Carta esférica de la isla de Trinidad y sus adyacentes con las sondas y periles de esta an der Stelle des heutigen Point Lisas eine geographische Entität namens „Punta de Lisa“. Der Linguist Robert Wallace Thompson stellte aber 1959 in einem Aufsatz für die niederländische Fachzeitschrift De West-Indische Gids in Frage, ob dem heutigen Ortsnamen ein spanischer Ursprung zugrunde läge.
Im 19. Jahrhundert befand sich auf dem Gebiet des heutigen Point Lisas eine Kokosplantage, die in den 1930er-Jahren in eine Zuckerrohrplantage umgewandelt wurde und einer Familie Gordon gehörte. Die Gordons verkauften 1956 Teile ihres Landes, unter anderem das Gebiet des heutigen Point Lisas, an die zum britischen Agrarriesen Tate & Lyle gehörende Caroni (1937) Limited. Für weitere zehn Jahre wurde hier Zuckerrohr angebaut.
Die Initiative zur Gründung von Point Lisas ging von Kaufleuten aus San Fernando aus, die ihre Heimatstadt gegenüber Port of Spain wirtschaftlich benachteiligt sahen. Bis in die 1930er-Jahre verfügte Trinidad über keinen Tiefseehafen, und Transportschiffe ankerten im Golf von Paria vor der Küste, von wo aus die Waren mit Schuten nach Port of Spain und San Fernando verbracht wurden. 1939 wurde der Tiefseehafen von Port of Spain eröffnet, wo von da ab sämtliche Waren aus dem Seehandel entladen wurden. Waren für San Fernando mussten auf dem Landweg weitertransportiert werden, was die Waren verteuerte und Zeit kostete.
1956 gründete der Geschäftsmann Robert Montano in San Fernando die Handelskammer South Trinidad Chamber of Commerce. Eines der ersten Projekte war die Eruierung der Möglichkeit des Bau eines Tiefseehafens in San Fernando. Aus finanziellen und organisatorischen Gründen wurde der Plan verworfen, die Grundidee wurde von der Handelskammer aber weiter verfolgt. Argumentativ verlagerte sich die Handelskammer auf die Schiene, dass die Insel einen Industriehafen für Investoren benötige, der den Ölgürtel östlich und südlich von San Fernando bedienen solle. Diese Ansicht setzte sich Ende der 1950er-Jahre in der Landespolitik langsam durch. 1965 wurde die US-amerikanische Unternehmensberatung Arthur D. Little mit einem Gutachten beauftragt, die Sinnhaftigkeit eines Industriehafens zu eruieren. Mögliche Standorte wurden ergebnisoffen untersucht; die Handelskammer von San Fernando favorisierte dabei klar Point Lisas.
Im September 1966, noch vor Fertigstellung des Little-Gutachtens und nur auf Basis einer Vorabversion desselben, wurde durch die Handelskammer von San Fernando die Point Lisas Industrial Port Development Corporation Limited (PLIPDECO) gegründet. Im September 1967 wurde das Little-Gutachten vorgestellt, das den Bau eines Industriehafens in Point Lisas empfahl. Zu diesem Zeitpunkt stellte sich auch die trinidadische Regierung unter Eric Williams hinter das Projekt. Als präzisen Standort empfahl das Gutachten die geschützte Goodrich Bay südlich der Landspitze, an der der Couva River in den Golf von Paria mündete. Dort gab es bereits einen Verladehafen für Zucker, der von Caroni (1937) betrieben und als Basis genutzt werden konnte.
Die PLIPDECO, die heute zu 51 % dem trinidadischen Staat gehört und neben dem Hafen auch das angrenzende, 860 Hektar große Industriegebiet Point Lisas Industrial Estate verwaltet, wurde, damals ungewöhnlich in Trinidad, als Aktiengesellschaft aufgesetzt. Die Handelskammer von San Fernando behielt die Kontrolle, indem sie sich die Ernennung von 12 der 15 Mitglieder des Aufsichtsrats sicherte. Ein Aufsichtsrat wurde von der Regierung gestellt, einer von der Caroni (1937) Limited und einer von Streubesitz-Aktionären. Caroni (1937) war im Aufsichtsrat vertreten, weil die PLIPDECO von Caroni das Land für den designierten Hafen gekauft hatte; der Kaufpreis wurde zur Hälfte bar und zur Hälfte in Aktien bezahlt, und als Dreingabe gab es einen Aufsichtsratsposten.
Was fehlte, waren Investoren. In geringem Maße siedelte sich Industrie in Point Lisas an, aber der Bau des Hafens war von großen Investoren abhängig, die auf sich warten ließen. In dieser Situation griff der trinidadische Staat ein, kaufte zwischen 1971 und 1976 die Mehrheit der PLIPDECO-Aktien auf und übernahm die Kontrolle über das Projekt. Unter dem Eindruck der Ölkrise von 1973 wuchs das Interesse an Point Lisas sowohl bei der Regierung als auch bei ausländischen Investoren.
1976 wurde in Point Lisas ein Heizkraftwerk mit zunächst 77 Megawatt Leistung errichtet, dass mittlerweile mit 763 MW das größte des Landes ist. Zum Vergleich: Das Heizkraftwerk Berlin-Mitte erbringt eine Leistung von 440 MW. 1977 wurde im Rahmen einer staatlichen Zeremonie mit dem Bau der ersten Schwerindustrieanlage begonnen, einem Stahl- und Eisenwerk der ISCOTT, einem Joint Venture von unter anderem der trinidadischen Regierung und den japanischen Konzernen Kawasaki Steel und Mitsui. Die Baukosten für den gesamten Point-Lisas-Komplex wurden damals auf 8,9 Milliarden TT-Dollar geschätzt, Stand 2024 etwa 18,5 Milliarden Euro. Auf Grund der gestiegenen Ölpreise erschien die Investition der Regierung des öl- und erdgasreichen Staates stemmbar. Der größte Teil war dabei von Investoren zu tragen.
1980 wurde mit dem Bau des Tiefseehafens begonnen, der 1981 den Betrieb aufnahm. In den 1980er-Jahren war Point Lisas eines der Vorzeigeobjekte der PNM-Regierung in Bezug auf eine Diversifizierung der trinidadischen Industrie. Es wurde gezielt Infrastruktur für die Ansiedelung von Unternehmen aus der gasbasierten Energiewirtschaft geschaffen. Point Lisas entwickelte sich zwar zum zweitgrößten Hafen und größten Frachthafen des Landes, die erbrachte Wirtschaftsleistung blieb aber in den 1990er-Jahren hinter den Erwartungen der Regierung zurück. Gleichzeitig musste teure Infrastruktur geschaffen und instand gehalten werden, während die Weltmarktpreise für Energie sanken. 1999 hatte die PLIPDECO eine Milliarde US-Dollar Verluste gemacht. Im Jahr 2000 wurden eine Flüssigerdgas- und eine Methanolfabrik in Betrieb genommen. Zeitweilig wurde Trinidad zum größten Methanolexporteur der Welt. Der Historiker Gérard Besson machte die Gründung von Point Lisas mitverantwortlich für den Niedergang der trinidadischen Zuckerindustrie, da der Industriestandort mit seinen attraktiven Gehältern qualifiziertes Personal aus Unternehmen des Zuckersektors abgeworben habe.
In den 2010er-Jahren kam es zu einem rapiden wirtschaftlichen Niedergang in Point Lisas. Die Versorgung des energiehungrigen Point Lisas Industrial Estate mit Erdgas wurde durch bpTT sichergestellt, eine Tochtergesellschaft des britischen Mineralölriesen BP. In der Wahl zum Repräsentantenhaus in Trinidad und Tobago 2010 kam die People’s Partnership unter der UNC-Vorsitzenden Kamla Persad-Bissessar an die Macht und änderte das Steuersystem des Landes. In der Folge drosselte bpTT die Erdgasproduktion drastisch. Dies wiederum führte zu signifikanten Produktionsausfällen bei Betrieben des Point Lisas Industrial Estate. Mehrere der größten Produktionsanlagen wurden geschlossen.

## Wirtschaft und Verkehr
In Point Lisas liegt einer der sechs trinidadischen Tiefseehäfen. Mit 23 Hektar Betriebsfläche ist er der zweitgrößte des Landes. 2023 wurden im Hafen 228.000 TEU umgeschlagen.
Straßentechnisch liegt Point Lisas an der zweitwichtigsten Nord-Süd-Achse des Landes, der Southern Main Road. Die entlang der Küste verlaufende, strukturell veraltete Straße trifft im Norden in Chaguanas und im Süden in San Fernando auf den Sir Solomon Hochoy Highway. Der einzige Verkehrsflughafen der Insel Trinidad, der Piarco Airport, liegt 45 Kilometer nordöstlich von Point Lisas im Port of Spain vorgelagerten East-West Corridor.
In Point Lisas angesiedelte Firmen sind unter anderem:
- Air Liquide, französischer Hersteller von technischen Gasen[21]
- DesalcoTT betreibt in Point Lisas eine Meerwasserentsalzungsanlage.[22]
- Methanex, kanadischer Methanol-Produzent
- Nutrien, ein kanadischer Produzent von Ammoniak, Harnstoff und Stickstoff[23]
- TT Iron Steel Company, eine trinidadische Firma, die 2024 die Eisenschwammfabrik von ArcelorMittal übernahm, eine der größten in Amerika[24]
- Yara International, norwegischer Ammoniak-Produzent[25]

## Einrichtungen
Die die Region Couva-Tabaquite-Talparo verwaltende Gebietskörperschaft Couva/Tabaquite/Talparo Regional Corporation mit Sitz in Couva betreibt eine Zweigstelle in Point Lisas. Die Entwicklungsgesellschaft PLIPDECO hat ihren Hauptsitz im Ort. Der Fußball-Erstligist W Connection, der seine Heimspiele in Couva austrägt, hat seinen Geschäftssitz in Point Lisas.